# Ulica Wenecja w Krakowie
Ulica Wenecja – ulica w Krakowie, w dzielnicy I Stare Miasto, na Piasku.

## Historia
Do XVIII wieku w Krakowie istniały dwie ulice o tej nazwie: w pobliżu Górnego Młyna oraz u zbiegu Rudawy i Młynówki. W obecnym kształcie ulica została wytyczona pod koniec XIX wieku w miejscu zasypanego koryta Młynówki. Początkowo biegła tylko do ul. Szczepana Humberta. W 1926 roku została wydłużona do ul. Krupniczej.

## Dawne nazwy
- ok. 1880–1941 – ul. Wenecja
- 1941–1945 – Venedigstraße
- od 1945 – ul. Wenecja

## Zabudowa
W zabudowie ulicy Wenecja dominują kamienice czynszowe z XIX i XX wieku. Do godnych uwagi budynków należą:
| Nr | Adres                                            | Lata budowy | Uwagi | Zdjęcie |
| 1. | Wenecja 1                                        | 1911-1912   | Kamienica ta zwana jest także Domem Weneckim. Zbudowano ją w stylu modernistycznym. |         |
| 2. | Wenecja 2                                        | 1873        | Willa „Wenecja” została wzniesiona w 1873 r. Przebudowana w latach 1889–1891. Posiada herby Gryf i Rawicz na fasadzie. W willi mieściło się od II połowy lat 60. XX wieku ZETO, a następnie Katedra Arabistyki Wydziału Filologicznego UJ i Studium Doskonalenia Językowego UJ. |         |
| 3. | Wenecja 3                                        | 1935        | W kamienicy mieścił się konsulat włoski (przeniesiony pod adres Rynek Główny 12). |         |
| 4. | Wenecja 4a                                       | 1936        | Kamienica czynszowa. |         |
| 5. | Wenecja 5                                        | 1936        | Kamienica posiada rzeźbione godło przedstawiające czaplę. |         |
| 6. | Wenecja 7                                        | 1936        | Kamienica czynszowa. |         |
| 7. | Wenecja 9                                        | 1937-1938   | Kamienica posiada rzeźbione godło przedstawiające kozicę. |         |
| 8. | Wenecja 17                                       | 1937-1938   | Kamienica czynszowa. |         |
| 9. | Aleje Adama Mickiewicza 5 oraz ul. Krupnicza 42a | 1937-1938   | W budynku mieści się Zespół Szkół Mechanicznych nr 1. |         |

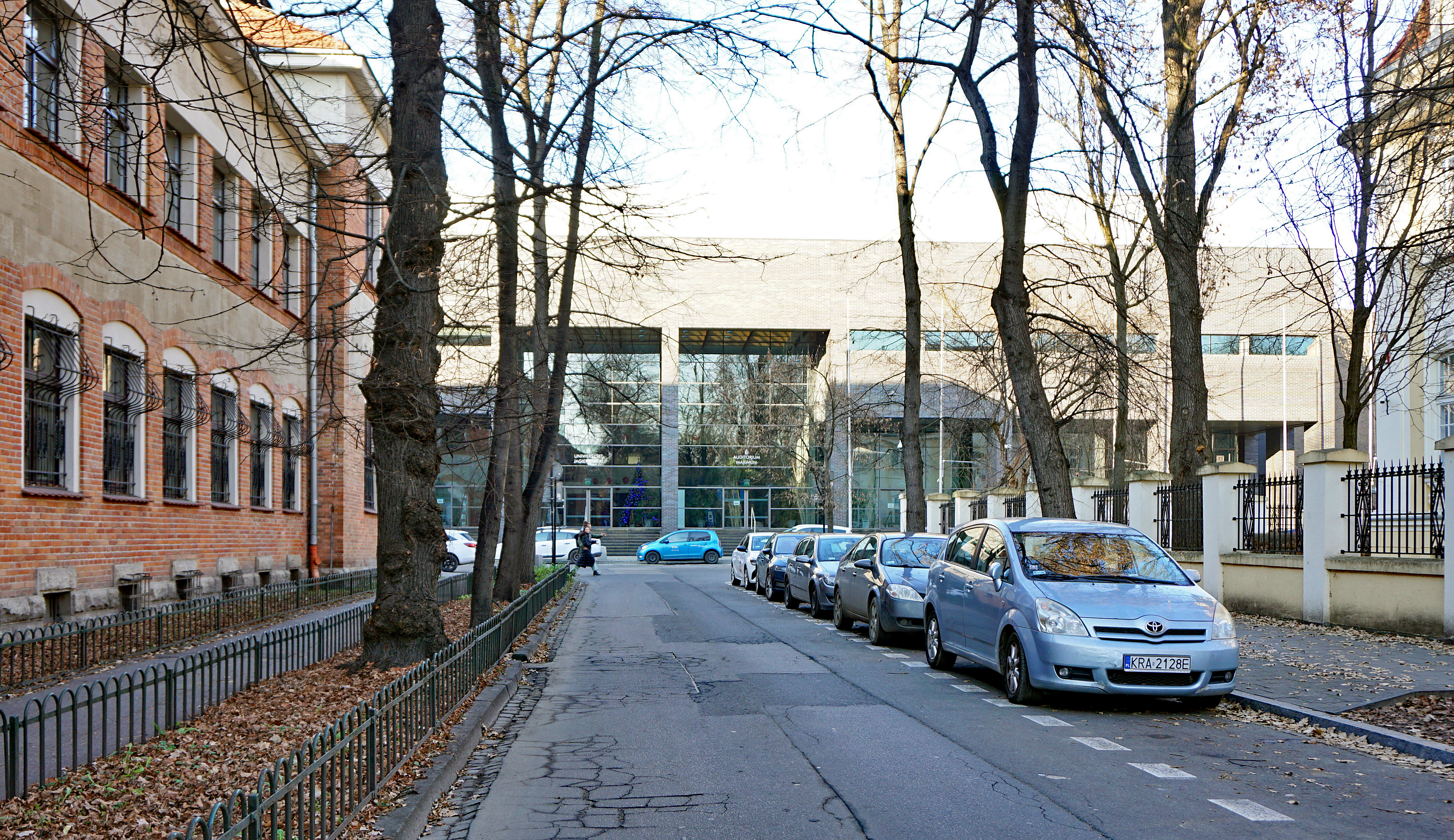
Widok na północ
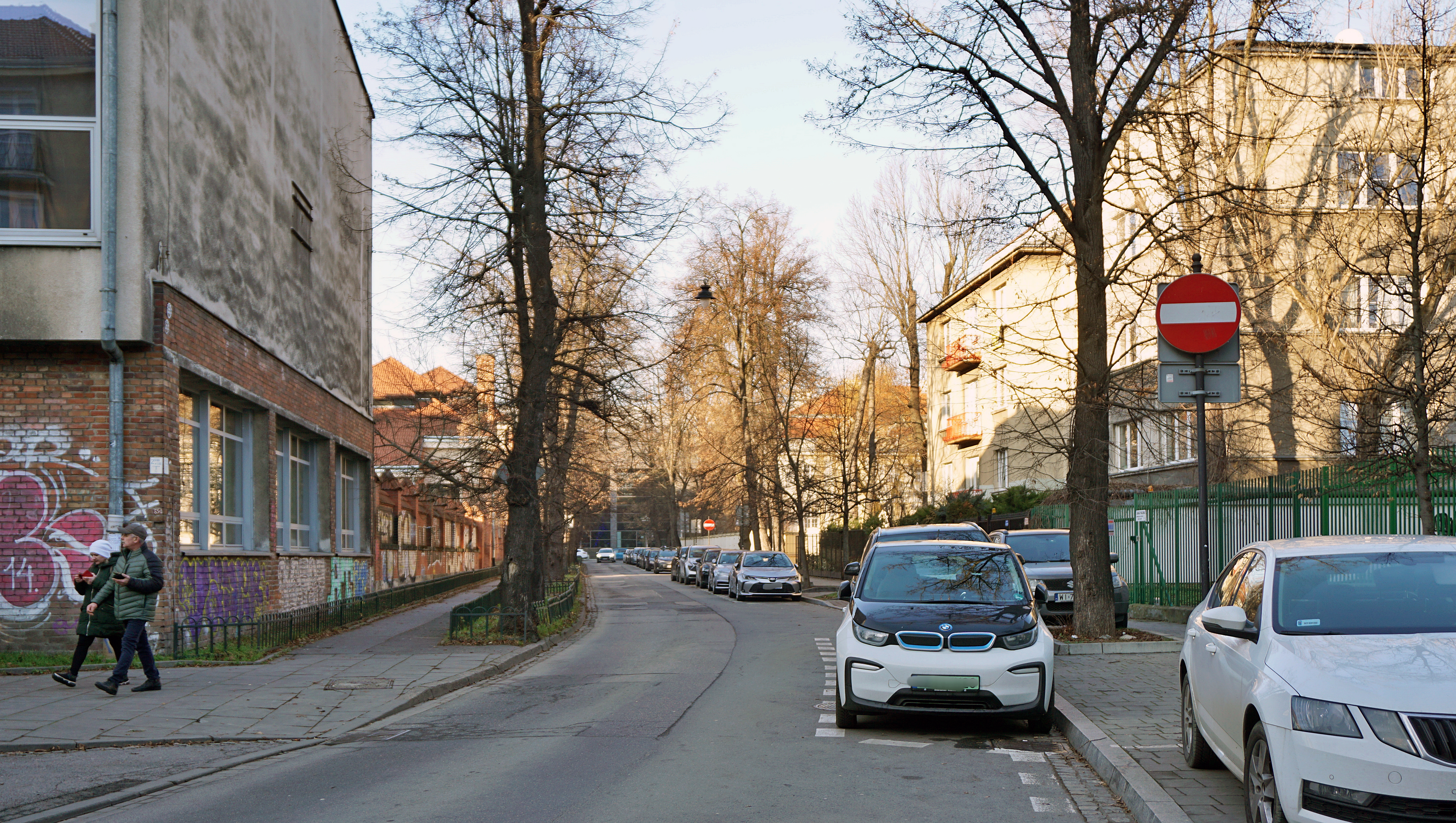
Widok na północ na wysokości skrzyżowania z ul. Szczepana Humberta
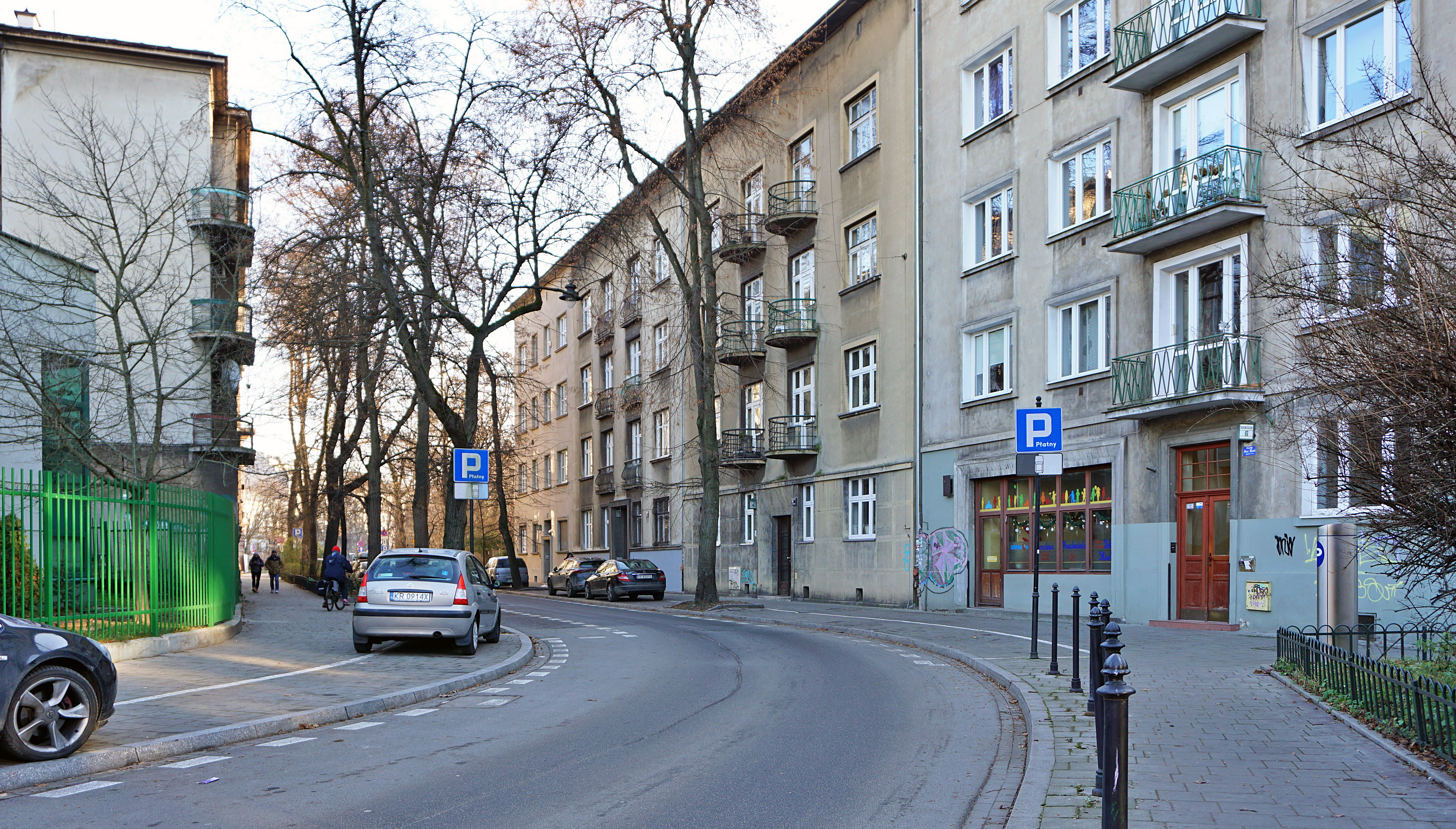
Widok na południe
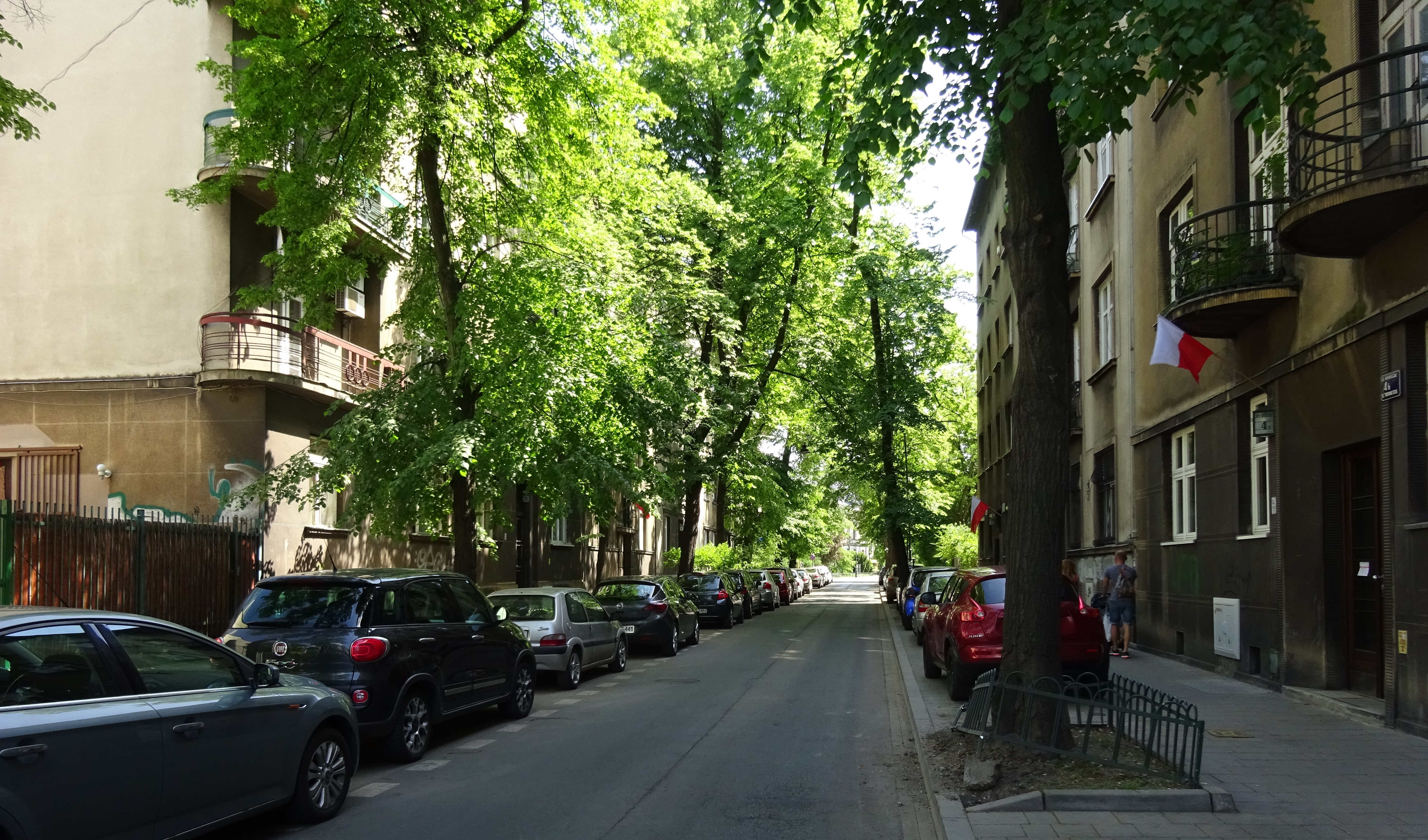
Widok na południe, w kierunku ulicy Piłsudskiego
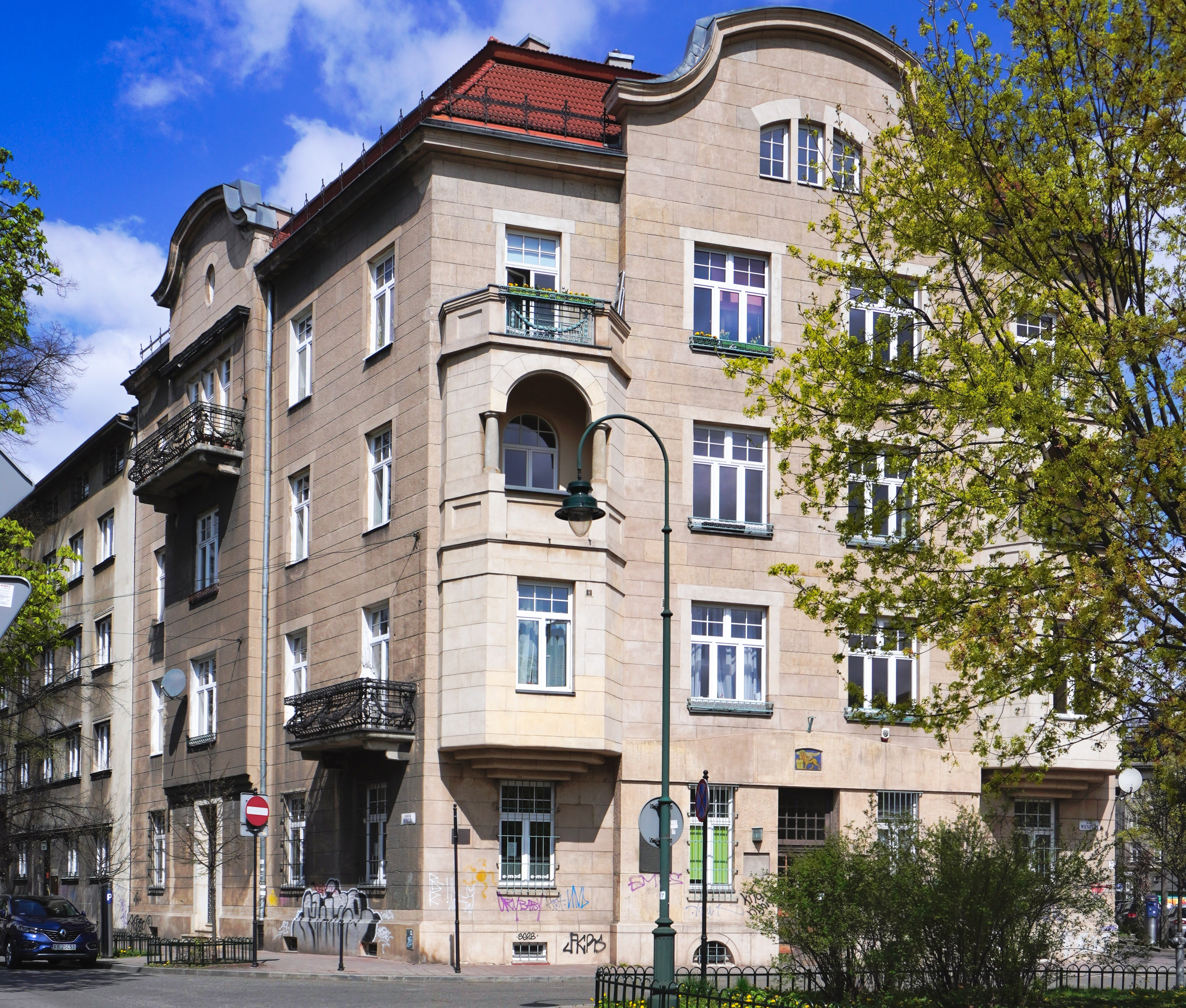
ul. Wenecja 1 Kamienica Pod Lwem (Dom Wenecki) (proj. Kazimierz Hroboni, 1911–1912)
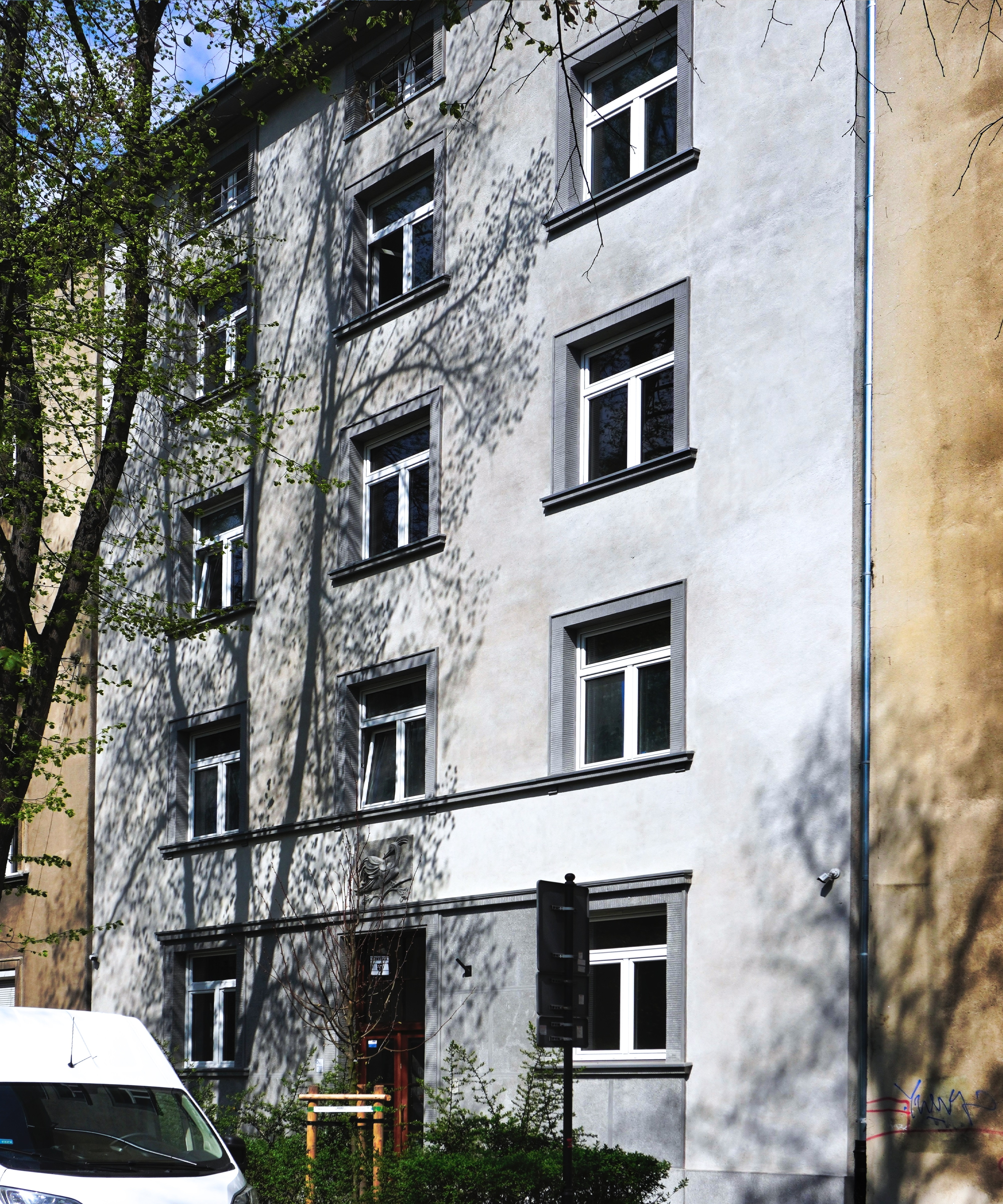
ul. Wenecja 5 Kamienica (proj. Stanisław Wexner i Henryk Jakubowicz, 1936–1937)